# Bénigne-Marie Reuss d'Ebersdorf
Bénigne-Marie Reuss d'Ebersdorf (15 décembre 1695 à Ebersdorf - 31 juillet 1751 à Pottiga) est un noble allemande et écrivaine. Elle est membre de la lignée Reuss d'Ebersdorf, issue de la lignée Reuss de Lobenstein.

## Biographie
Bénigne-Marie est la fille du comte Henri X Reuss d'Ebersdorf (1662-1711) et de la comtesse Bénigne-Erdmuthe de Solms-Laubach. Elle grandit à Ebersdorf et est éduquée dans le piétisme. Après la mort de ses parents, elle déménage à Pottiga.
Elle écrit une série d'hymnes dans l'esprit de Zinzendorf, qui est marié avec sa sœur cadette Erdmuthe-Dorothée. Toutefois, elle rejette l'Église Morave de Zinzendorf et le schisme que cela cause dans l'église Évangélique.
Elle est une proche amie de Johann Jakob Moser, et meurt célibataire à Pottiga, à 55 ans.